# Problema dell'impilaggio di blocchi

I primi nove blocchi disposti secondo la soluzione al problema dell'impilaggio di blocchi nella versione con singolo blocco con indicati i relativi aggetti.

In statica, il problema dell'impilaggio di blocchi è un problema inerente la disposizione di un determinato numero di blocchi in modo da ottenere la maggior sporgenza totale possibile da un piano.

## Definizione
La definizione ufficiale del problema è:
Presente in testi di fisica e ingegneria sin dalla metà del XIX secolo, il problema è stato portato all'attenzione della comunità matematica nel 1923 da J. G. Coffin, che lo propose, senza una soluzione, in un numero della rivista American Mathematical Monthly.
Da allora, il problema è stato più volte riproposto, passando dall'originario caso in cui i livelli della pila era sottinteso che fossero formati da un singolo blocco, ai casi in cui è invece possibile che i livelli della pila siano formati da due o più blocchi.

## Varianti

### Singolo blocco
Il problema dell'impilaggio di blocchi nella sua versione a singolo blocco riguarda una pila i cui livelli sono formati da un singolo blocco. Nel caso ideale di N blocchi perfettamente regolari e di densità omogenea, ponendo la lunghezza di tali blocchi pari a 1, il valore della massima sporgenza ottenibile è pari a {\textstyle \sum _{i=1}^{N}{\frac {1}{2i}}} volte la lunghezza del blocco, così, ad esempio, per un blocco sporto sul bordo di una superficie piana, il caso più semplice, la sporgenza massima sarà pari a {\textstyle {\frac {1}{2}}}, per due blocchi a {\textstyle {\frac {1}{2}}+{\frac {1}{4}}}, per tre blocchi a {\textstyle {\frac {1}{2}}+{\frac {1}{4}}+{\frac {1}{6}}} e così via. Come si vede, la somma precedentemente riportata per N blocchi è pari a metà della somma della serie armonica, quindi, poiché, com'è noto, quest'ultima diverge, ha somma infinita e infinite sono anche le sue somme parziali, si deduce che, con un sufficiente numero di blocchi, si può ottenere una sporgenza totale maggiore di qualsivoglia valore. Si viene così a creare il cosiddetto "paradosso della sporgenza infinita" poiché con infiniti blocchi si ottiene giustappunto una sporgenza totale infinita.
Va tuttavia notato, come mostrato nella tabella sottostante, che tale serie diverge molto lentamente, così che, sempre ponendo la lunghezza di un blocco pari a 1, la sporgenza totale massima ottenibile con 3 blocchi è pari a {\textstyle {\frac {11}{12}}}, per 10 blocchi è pari a 1,464, per 100 a 2,29 e per 1 000 a 3,45.
| N  | Sporgenza massima      | Sporgenza massima      | Sporgenza massima | Sporgenza massima   |
| N  | Espressa come frazione | Espressa come frazione | Decimale          | Dimensione relativa |
| -- | ---------------------- | ---------------------- | ----------------- | ------------------- |
| 1  | 1                      | /2                     | 0,5               |                     |
| 2  | 3                      | /4                     | 0,75              |                     |
| 3  | 11                     | /12                    | ~0,91667          |                     |
| 4  | 25                     | /24                    | ~1,04167          |                     |
| 5  | 137                    | /120                   | ~1,14167          |                     |
| 6  | 49                     | /40                    | 1,225             |                     |
| 7  | 363                    | /280                   | ~1,29643          |                     |
| 8  | 761                    | /560                   | ~1,35893          |                     |
| 9  | 7 129                  | /5 040                 | ~1,41448          |                     |
| 10 | 7 381                  | /5 040                 | ~1,46448          |                     |
| 11 | 83 711                 | /55 440                | ~1,50994          |                     |
| 12 | 86 021                 | /55 440                | ~1,55161          |                     |
| 13 | 1 145 993              | /720 720               | ~1,59007          |                     |
| 14 | 1 171 733              | /720 720               | ~1,62578          |                     |
| 15 | 1 195 757              | /720 720               | ~1,65911          |                     |
| 16 | 2 436 559              | /1 441 440             | ~1,69036          |                     |
| 17 | 42 142 223             | /24 504 480            | ~1,71978          |                     |
| 18 | 14 274 301             | /8 168 160             | ~1,74755          |                     |
| 19 | 275 295 799            | /155 195 040           | ~1,77387          |                     |
| 20 | 55 835 135             | /31 039 008            | ~1,79887          |                     |
| 21 | 18 858 053             | /10 346 336            | ~1,82268          |                     |
| 22 | 19 093 197             | /10 346 336            | ~1,84541          |                     |
| 23 | 444 316 699            | /237 965 728           | ~1,86715          |                     |
| 24 | 1 347 822 955          | /713 897 184           | ~1,88798          |                     |
| 25 | 34 052 522 467         | /17 847 429 600        | ~1,90798          |                     |
| 26 | 34 395 742 267         | /17 847 429 600        | ~1,92721          |                     |
| 27 | 312 536 252 003        | /160 626 866 400       | ~1,94573          |                     |
| 28 | 315 404 588 903        | /160 626 866 400       | ~1,96359          |                     |
| 29 | 9 227 046 511 387      | /4 658 179 125 600     | ~1,98083          |                     |
| 30 | 9 304 682 830 147      | /4 658 179 125 600     | ~1,99749          |                     |

La serie formata dal numero di blocchi richiesti per ottenere una sporgenza totale massima superiore a un numero intero N è:
4, 31, 227, 1 674, 12 367, 91 380, ...

### Più blocchi

Paragone tra le soluzioni del problema a uno e a più blocchi, per il caso con 3 blocchi.

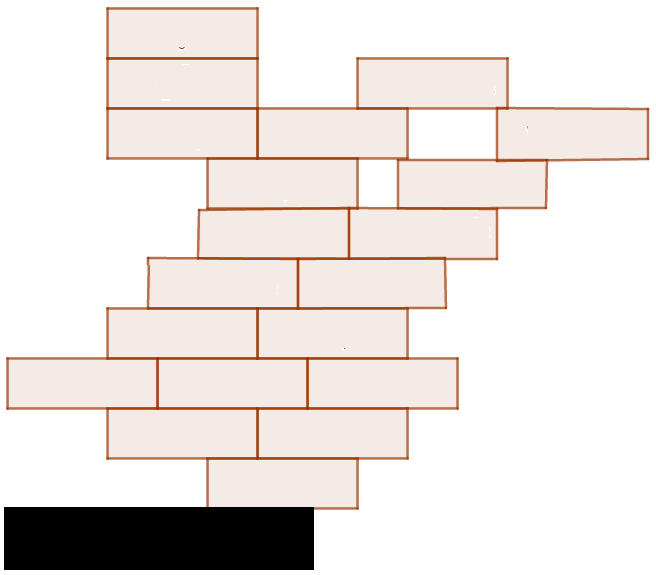
Nella figura è possibile vedere l'impilaggio di 20 blocchi atto a ottenere la massima sporgenza totale possibile.

La soluzione trovata da M. Paterson per aumentare la sporgenza totale di una pila di 16 blocchi di lunghezza unitaria e larghezza pari a b, disponendo i blocchi in una formazione a diamante, sfalsando i blocchi rispetto alla verticale della pila nel senso della lunghezza ed eliminando la perpendicolarità della formazione rispetto alla superficie d'appoggio.

Realizzando una pila con i livelli formati da più blocchi, si può utilizzare il principio del contrappeso per ottenere una sporgenza massima maggiore rispetto a quanto si potesse ottenere nella versione del problema a blocco singolo. Già per tre blocchi, come riportato in figura, è possibile osservare che in questo caso la sporgenza totale è pari a 1, mentre nel caso precedente era pari a {\textstyle {\frac {11}{12}}}, ossia a 0,91667. Come dimostrato in una articolo di Paterson et al. del 2007, il valore della sporgenza massima che si può ottenere nella versione del problema a più blocchi è  proporzionale alla radice cubica del numero di blocchi, mentre nella versione a singolo blocco essa è proporzionale al logaritmo di tale numero.
Nel loro articolo, il team di Paterson ha considerato tra le questioni rimaste aperte la dimostrazione che, con gli opportuni aggiustamenti, la relazione da loro trovata si adegui anche nel caso di un problema a più blocchi in cui sia possibile spostare i blocchi rispetto alla verticale della pila non solo nel senso della lunghezza dei blocchi ma anche in quello della larghezza e in cui i blocchi non siano per forza disposti perpendicolarmente alla superficie d'appoggio.
Un'ulteriore complessità è stata poi discussa da John F. Hall in un articolo del 2005 in cui il problema veniva ancora più ampliato considerando pile di blocchi con o senza attrito tra i blocchi e i livelli da loro formati e introducendo quindi anche alcuni vincoli fisici dipendenti dal materiale costituente i blocchi.